# CERT Orange Polska
CERT Orange Polska – specjalistyczna jednostka w Orange Polska odpowiedzialna za analizę zagrożeń w sieci Internet, sieciach klientów i sieci wewnętrznej. Analizy CERT Orange Polska obejmują szacunkowo 40% polskiego Internetu.
Jednostka podaje, że w 2021 roku odparła 335 milionów ataków phishingowych, chroniąc około 4,5 miliona klientów.

## Główne zadania CERT Orange Polska
- podejmowanie niezbędnych działań w sytuacjach zagrażających chronionym zasobom klientów Orange Polska oraz pracowników operatora, w ramach poniższych podsieci
  - AS5617
  - AS29535
  - AS33900
  - AS43447
  - AS12743
  - AS21395
- wspieranie klientów operatora w reagowaniu na zagrożenia związane z bezpieczeństwem ich systemów teleinformatycznych;
- punkt kontaktowy dla użytkowników internetu zaangażowanych w obsługiwane przypadki.
- rozwój i bieżąca obsługa CyberTarczy – funkcjonalności sieci Orange Polska zabezpieczającej klientów usług operatora przed połączeniami z serwerami Command&Control botnetów oraz stronami phishingowymi
- wsparcie dla Security Operations Center Orange Polska – zespołu monitorującego sieć operatora w trybie 24/7/365;
- wsparcie zespołów w ramach Orange Polska w tworzeniu usług cyberbezpieczeństwa (m.in. Bezpieczny Starter i Chroń dzieci w sieci);
- analiza trendów i zagrożeń;
- prowadzenie serwisu internetowego[3] oraz mediów społecznościowych[4].

## Współpraca międzynarodowa i krajowa
CERT Orange Polska jest pierwszą polską jednostką CERT o statusie Certified (od 14 marca 2016) w ramach pan-europejskiej inicjatywy Trusted Introducer. Bierze także udział w pracach największej organizacji zrzeszającej światowe zespoły typu CERT – FIRST (Forum of Incident Response and Security Teams), a w ramach współpracy krajowej m.in. w pracach Abuse Forum. Współpracuje w ramach inicjatywy MANRS (Mutually Agreed Norms for Routing Security), stworzonej by zapobiegać nadużyciom w zakresie bezpieczeństwa routingu.

## Raport CERT Orange Polska
Raport, wydawany cyklicznie raz w roku, oparty w całości na danych CERT Orange Polska. Prezentuje pełny obraz zagrożeń w sieci operatora oraz w całym polskim internecie, wzbogacony o rozszerzone analizy i komentarze ekspertów jednostki. Wspólne cechy każdego z raportów to informacje o liczbie incydentów, ich charakterze, najważniejszych zagrożeniach i wektorach ataków.
25 kwietnia 2024 został opublikowany jubileuszowy, 10. Raport, poza podsumowaniem roku prezentujący także spojrzenie na dekadę w cyberzagrożeniach.